# Yongin FC
Yongin Football Club is een Zuid-Koreaanse voetbalclub uit Yongin.
De club werd in 2007 opgericht en speelt in de K3 League, het derde niveau in Zuid-Korea. In 2008 werd de club eerste na de reguliere competitie en derde na de kampioensplay-off. Het Yongin Sports Complex is het stadion van de club.

## Bekende (oud)spelers
- Hyun Jun Suk